# 河南省人民政府办公厅
河南省人民政府办公厅是协助中华人民共和国河南省人民政府处理省政府日常工作的正厅级机构。在该厅以下也挂有河南省人民政府港澳事务办公室、河南省人民政府参事室的牌子。